# Telefónica Argentina

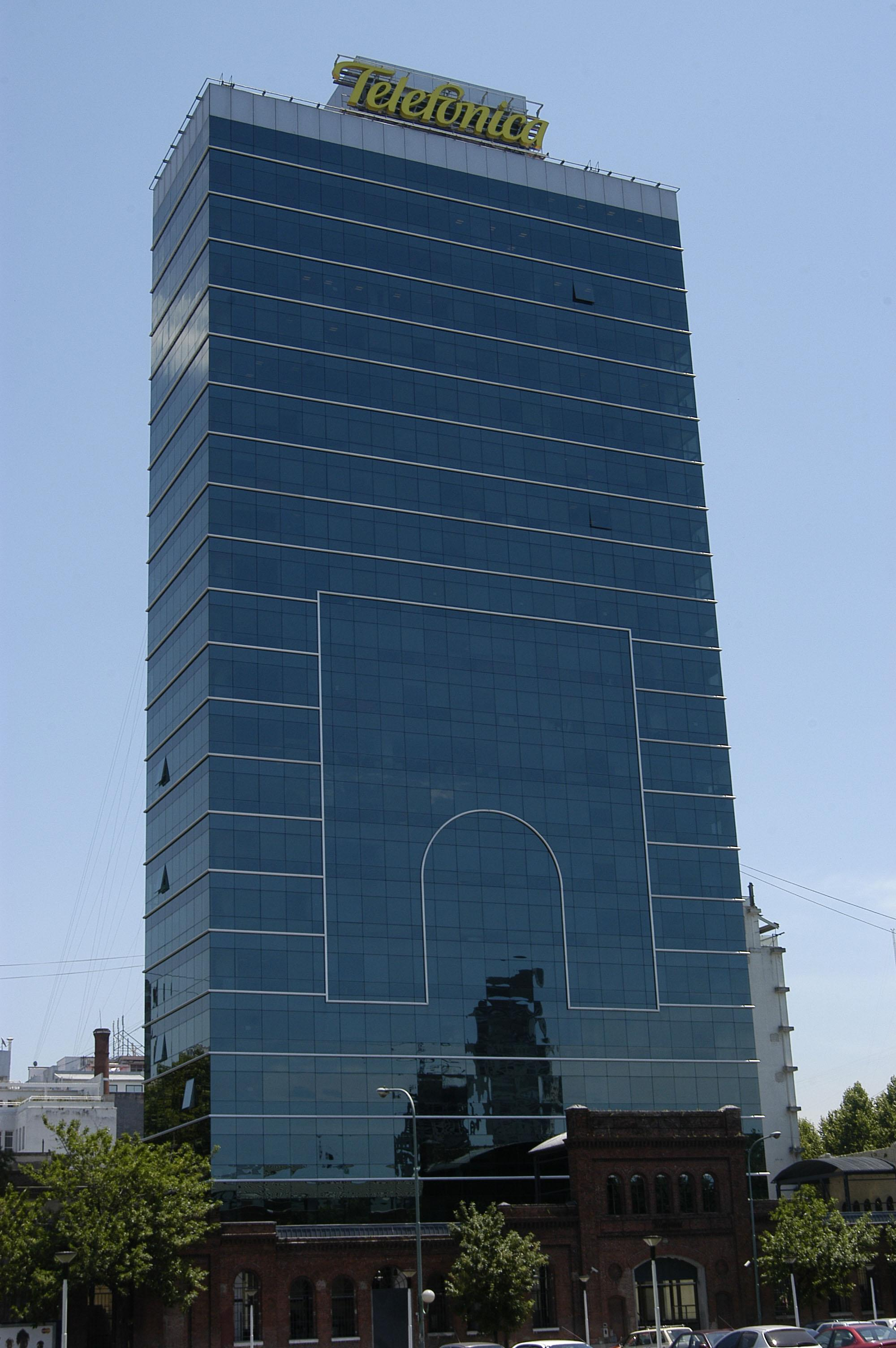
Центральный офис компании в Сан-Тельмо.

Telefonica de Argentina — провайдер телекоммуникационных услуг в Аргентине. Оказывает услуги местных, междугородних и международных звонков, доступа в интернет, сотовой связи. Основная часть бизнеса компании сосредоточена в регионе Южной Аргентины.